# Крайні точки Словенії
Це список крайніх географічних точок Словенії

## Координати
- Північ: 46°52′35″ пн. ш. 16°14′0″ сх. д. / 46.87639° пн. ш. 16.23333° сх. д.
поблизу Будинців, села в общині Шаловці, на кордоні з Угорщиною,
- Південь: 45°25′59.29″ пн. ш. 15°11′9.37″ сх. д. / 45.4331361° пн. ш. 15.1859361° сх. д.
поблизу Дамеля, села у общині Чрномель, на кордоні з Хорватією,
- Захід: 46°17′53.2″ пн. ш. 13°22′35.0″ сх. д. / 46.298111° пн. ш. 13.376389° сх. д.
поблизу Бреґіня, села у общині Кобарід, на кордоні з Італією,
- Схід: 46°28′33.2″ пн. ш. 16°35′46″ сх. д. / 46.475889° пн. ш. 16.59611° сх. д.
схід общини Лендава, на кордоні з Угорщиною та Хорватією.

## Відносно рівня моря
- Найвища: пік Триглав, Юлійські Альпи, (2864 м), 46°22′42″ пн. ш. 13°50′28″ сх. д. / 46.37833° пн. ш. 13.84111° сх. д.
- Найнижча: адріатичне узбережжя